# Marko Radovanović
Marko Radovanović (in serbo Марко Радовановић?; Čačak, 3 aprile 1996) è un cestista serbo.

## Palmarès
- Coppa di Slovenia: 1

Cedevita Olimpija: 2022
- Supercoppa slovena: 1

Cedevita Olimpija: 2021

### Competizioni giovanili
- Euroleague Basketball Next Generation Tournament: 1

Stella Rossa: 2013-14